# Lohmühle (Markt Schwaben)
Lohmühle war ein Ortsteil der Gemeinde Markt Schwaben im Landkreis Ebersberg in Bayern, Regierungsbezirk Oberbayern. Die Einöde lag östlich des Ortes Markt Schwaben an der Anzinger Sempt, nördlich des Walkhäusl.
Die Lohmühle diente den Gerbern zum Zerkleinern von Eichenrinde, mit deren Gerbsäure Tierhäute zu Leder verarbeitet wurden. Sie wird in Urkunden 1416, 1431 und 1816 erwähnt. Im 19. Jahrhundert brauchte man die Mühle nicht mehr, da eine Arbeitsmethoden Anwendung fanden. 1890 wurde die Mühle abgebrochen. Bis zum Anfang des 20. Jahrhunderts war der „Lederer“ oder „Loderer Walk“, wie man den Uferstreifen nördlich der Walkstraße nannte, ein Freibadeplatz der Einwohner von Markt Schwaben.